# Тарутинський район
Тарутинський район — колишня адміністративна одиниця, що розташовувалася на заході Одеської області (найбільший колишній район області за площею). Районний центр — Тарутине.
Ліквідований відповідно до Постанови Верховної Ради України «Про утворення та ліквідацію районів» від 17 липня 2020 року № 807-IX.

## Географія
Тарутинський район розташовувався на півночі південної частини Одеської області України. На сході межує з Саратським, з Арцизьким і Болградським районами — на півдні та південному заході відповідно. Решту району обмежує кордон з Молдовою.
Територією району протікають річки Киргиж-Китай, Аліяга, Когильник, Чага. Поблизу села Лісне розташовано ботанічний заказник державного значення Староманзирський, ландшафтний заказник місцевого значення Діброва Могилевська, ландшафтний заказник місцевого значення Діброва Манзирська.

## Адміністративний устрій
Кількість рад:
- селищних — 4
- сільських — 23

Кількість населених пунктів:
- селищ міського типу — 4

смт Березине
смт Бородіно
смт Тарутине
смт Серпневе
- сіл — 47

## Населення
Національний склад населення району за переписом 2001 року
- болгари — 37,5 %
- українці — 24,5 %
- молдовани — 16,5 %
- росіяни — 13,9 %
- гагаузи — 6,0 %

Етномовний склад населених пунктів району за переписом 2001 р. (рідна мова населення)
|                          | українська | російська | болгарська | молдовська | гагаузька | циганська |
| ------------------------ | ---------- | --------- | ---------- | ---------- | --------- | --------- |
| Тарутинський район       | 18,8       | 32,9      | 31,7       | 12,7       | 3,3       | 0,1       |
| смт Тарутине             | 14,3       | 54,1      | 26,8       | 3,0        | 1,5       | -         |
| смт Березине             | 21,0       | 45,1      | 12,8       | 11,0       | 7,4       | 1,0       |
| смт Бородіно             | 20,9       | 51,0      | 13,9       | 11,6       | 1,4       | -         |
| смт Серпневе             | 6,7        | 67,5      | 7,6        | 7,2        | 11,0      | -         |
| с. Олександрівка         | 84,3       | 11,3      | 0,2        | 3,6        | 0,6       | -         |
| с. Весела Долина         | 6,4        | 87,6      | 3,2        | 2,6        | -         | -         |
| с. Виноградівка          | 4,9        | 2,5       | 89,1       | 1,9        | 1,5       | 0,1       |
| с. Вознесенка Друга      | 29,9       | 7,8       | 44,2       | 10,8       | 6,8       | -         |
| с. Благодатне            | 86,8       | 13,2      | -          | -          | -         | -         |
| с. Кролівка              | 3,4        | 11,2      | 73,0       | 11,2       | 1,1       | -         |
| с. Скриванівка           | 84,0       | 13,6      | -          | 2,5        | -         | -         |
| с. Червоне               | 6,2        | 5,2       | 76,4       | 4,0        | 8,1       | -         |
| с. Вільне                | 1,6        | 2,7       | 92,7       | 1,3        | 1,3       | 0,1       |
| с. Височанське           | 94,0       | 2,6       | 0,4        | 2,7        | 0,2       | -         |
| с. Ганнівка              | 96,9       | 2,8       | -          | 0,4        | -         | -         |
| с. Ганновка              | 2,3        | 54,7      | 2,9        | 37,4       | 2,8       | -         |
| с. Новоселовка           | 6,5        | 13,6      | 0,7        | 79,4       | -         | -         |
| с. Євгенівка             | 5,4        | 9,3       | 68,7       | 15,5       | 0,8       | -         |
| с. Володимирівка         | 1,2        | 6,8       | 88,5       | 1,6        | 1,6       | -         |
| с. Рівне                 | 2,3        | 2,9       | 90,4       | 3,6        | 0,6       | -         |
| с. Калачівка             | 31,6       | 11,4      | 17,8       | 37,2       | 1,2       | 0,5       |
| с. Слобідка              | 9,3        | 45,7      | 6,6        | 36,0       | 1,0       | -         |
| с. Красне                | 15,6       | 60,1      | 8,4        | 3,3        | 12,3      | -         |
| с. Ламбровка             | 8,4        | 61,4      | 12,7       | 16,4       | 1,0       | -         |
| с. Лісне                 | 6,3        | 69,8      | 1,4        | 21,3       | 0,5       | -         |
| с. Малоярославець Другий | 26,2       | 20,4      | 44,7       | 1,1        | 7,5       | -         |
| с. Надрічне              | 2,5        | 3,8       | 1,2        | 91,6       | 0,5       | -         |
| с. Іванчанка             | 2,4        | 1,6       | 0,7        | 91,5       | 0,9       | -         |
| с. Миколаївка            | 1,9        | 91,5      | 0,8        | 4,5        | 1,1       | -         |
| с. Нове Тарутине         | 46,1       | 22,5      | 12,2       | 17,0       | 0,9       | 0,5       |
| с. Булатівка             | 16,7       | 66,7      | -          | 16,7       | -         | -         |
| с. Новоукраїнка          | 89,7       | 2,6       | 0,7        | 6,3        | 0,4       | -         |
| с. Олексіївка            | 28,9       | 2,2       | 38,9       | 28,9       | 1,1       | -         |
| с. Підгірне              | 1,8        | 51,2      | 29,8       | 15,5       | 0,6       | -         |
| с. Плачинда              | 72,9       | 2,9       | 4,3        | 20,0       | -         | -         |
| с. Зелена Долина         | -          | -         | -          | -          | -         | -         |
| с. Перемога              | 5,5        | 4,3       | 84,3       | 2,2        | 3,3       | -         |
| с. Єлизаветівка          | 3,0        | 8,5       | 82,0       | 4,1        | 1,6       | 0,3       |
| с. Роза                  | 18,9       | 2,2       | 78,9       | -          | -         | -         |
| с. Петрівка              | 88,1       | 3,6       | 1,9        | 6,0        | 0,2       | -         |
| с. Жовтневе              | 19,4       | 7,1       | 1,6        | 67,1       | 0,4       | -         |
| с. Новосілка             | 38,0       | 0,5       | 3,0        | 58,0       | 0,5       | -         |
| с. Петросталь            | 5,5        | 4,2       | 85,6       | 3,6        | 0,7       | -         |
| с. Сухувате              | 19,5       | 15,9      | 17,1       | 46,3       | 1,2       | -         |
| с. Підгірне              | 5,6        | 37,7      | 27,0       | 9,6        | 19,6      | -         |
| с. Рівне                 | 3,1        | 4,0       | 90,5       | 1,2        | 1,0       | -         |
| с. Лужанка               | 4,5        | 20,6      | 66,9       | 1,4        | 6,4       | -         |
| с. Юр'ївка               | 10,6       | 17,2      | 46,8       | 25,3       | -         | -         |
| с. Богданівка            | 3,8        | 7,0       | 85,4       | 3,2        | 0,2       | -         |
| с. Єлізаветівка          | 71,5       | 6,8       | 4,7        | 15,6       | 0,6       | 0,3       |
| с. Ярове                 | 2,8        | 2,5       | 91,3       | 1,8        | 0,3       | -         |
| с. Малоярославець Перший | 17,6       | 37,8      | 4,5        | 38,6       | 1,3       | -         |

## Політика
25 травня 2014 року відбулися Президентські вибори України. У межах Тарутинського району було створено 40 виборчих дільниць. Явка на виборах складала — 43,81 % (проголосували 13 854 із 31 623 виборців). Найбільшу кількість голосів отримав Петро Порошенко — 29,39 % (4 072 виборців); Сергій Тігіпко — 28,97 % (4 014 виборців), Юлія Тимошенко — 7,42 % (1 028 виборців), Михайло Добкін — 7,22 % (1 000 виборців), Василь Цушко — 5,93 % (822 виборців). Решта кандидатів набрали меншу кількість голосів. Кількість недійсних або зіпсованих бюлетенів — 3,39 %.

## Відомі уродженці
- Гохберг Ізраїль Цудикович (1928—2009) — ізраїльський математик, один із найбільших теоретиків у області функціонального аналізу.
- Лучіан Пінтіліе (1933) — румунський режисер театру і кіно, письменник, актор.
- Цинклер Володимир Борисович (1937—2016) — радянський молдавський футболіст і тренер, Заслужений тренер Молдавської РСР.
- Балтажи Микола Федорович (1956) — український дипломат, Надзвичайний і Повноважний Посол України.
- Стоянов Юрій Миколайович (1957) — російський актор театру і кіно, Народний артист Російської Федерації (2001).
- Кіссе Антон Іванович (1958) — український політик, депутат Верховної Ради України IV, VII і VIII скликань, президент Асоціації болгар України.
- Цушко Василь Петрович (1963) — український політик, 7-й Міністр внутрішніх справ України, 20-й Міністр економіки України.
- Полторак Степан Тимофійович (1965) — український військовий діяч, 14-й Міністр оборони України, Генерал армії України.
- Гриневецький Сергій Рафаїлович (1957) — український політик, депутат Верховної Ради 3-го та 6-го скликань, перший заступник голови Комітету Верховної Ради України з питань національної безпеки та оборони, заступник співголови групи міжпарламентських зв'язків із Російською Федерацією, голова Одеської облдержадміністрації (1998—2005).